# Пелистер (1943)
 Тази статия е за вестника, издаван в Битоля.  За върха в Баба планина вижте Пелистер.  За предградието на Атина вижте Перистери.
„Пелистер“ е български вестник, излязъл в единствен брой през април 1943 година в Битоля по време на българското управление на Вардарска Македония.
Вестникът се урежда и издава от Областната служба по горите и лова. Посветен е на седмицата на гората, която се провежда от 4 до 12 април 1943 година в Битоля. Печата се в печатница „Българско дело – Скопие“ в Битоля в тираж от 1000 броя.